# Kirchhoffs love (elektriske kredsløb)
 For alternative betydninger, se Kirchhoffs love. (Se også artikler, som begynder med Kirchhoffs love)
Kirchhoffs love kaldes også Kirchhoffs ligninger og er opkaldt efter Gustav Kirchhoff som beskrev dem i 1845. De beskriver nogle lovmæssigheder om strømme og spændinger i kredsløb der ikke ophober ladning. I praksis ophobes aldrig ladning i almindelige elektriske kredsløb, og lovene har således stort set universel gyldighed.

## Første lov
Kirchhoffs 1. lov er også kendt som Kirchhoffs knudepunktsligning eller Kirchhoffs strømlov. I et kredsløb er den samlede strømstyrke ind mod et knudepunkt lig med den samlede strømstyrke væk fra knudepunktet og regnet med fortegn i forhold til de selvvalgte pile. Har strømmen samme retning som pilen, har den positivt fortegn. Er den forskellig fra pilens retning har den et negativt fortegn.

## Anden lov
Kirchhoffs 2. lov er også kendt som Kirchhoffs maskeligning eller Kirchhoffs spændingslov. Summen af spændingsforskellene rundt (med eller mod uret) regnet med fortegn i forhold til den selvvalgte retning rundt i masken er nul.
På figuren er fortegnene indeni variablene: V1,...,V4: V1+V2+V3-V4=0.